# Guy Mairesse
Guy Mairesse (La Capelle, 1910. augusztus 10. – Montlhéry, 1954. április 14.) francia autóversenyző.

## Pályafutása
1949 és 1953 között minden évben rajthoz állt a Le Mans-i 24 órás versenyen. Váltótársával, Pierre Meyratal együtt két alkalommal végzett a dobogón. Pierre és Guy a második helyen ért célba az 1950-es és az 1951-es futamon.
Három Formula–1-es világbajnoki nagydíjon állt rajthoz. 1950-ben az olasz futamon, 1951-ben pedig a svájci és a francia futamokon indult.
1954. április 14-én a Montlhéry-i versenypályán a Coupe de Paris versenyre készülve vesztette életét. Egy másik autót került ki amikor autója megfarolt és a betonfalba csapódott.

## Eredményei

### Le Mans-i 24 órás autóverseny
| Év   | Csapat                          | Autó        | Csapattárs       | Helyezés |
| ---- | ------------------------------- | ----------- | ---------------- | -------- |
| 1949 | Ecurie France                   | Talbot-Lago | Paul Vallé       | Kiesett  |
| 1950 | Pierre Meyrat                   | Talbot-Lago | Pierre Meyrat    | 2.       |
| 1951 | Pierre Meyrat                   | Talbot-Lago | Pierre Meyrat    | 2.       |
| 1952 | Pierre Meyrat                   | Talbot-Lago | Pierre Meyrat    | Kiesett  |
| 1953 | Automobiles Talbot-Darracq S.A. | Talbot-Lago | Georges Grignard | Kiesett  |

### Teljes Formula–1-es eredménysorozata
(Táblázat értelmezése)

(Félkövér: pole-pozícióból indult; dőlt: leggyorsabb kört futott) 

| Év   | Csapat          | Modell           | Motor             | 1      | 2   | 3   | 4      | 5   | 6   | 7      | 8   | Helyezés | Pont |
| ---- | --------------- | ---------------- | ----------------- | ------ | --- | --- | ------ | --- | --- | ------ | --- | -------- | ---- |
| 1950 | Guy Mairesse    | Lago-Talbot T26C | Talbot Straight-6 | GBR    | MON | 500 | SUI    | BEL | FRA | ITA Ki |     |          | 0    |
| 1951 | Ecurie Belgique | Lago-Talbot T26C | Talbot Straight-6 | SUI Hn | 500 | BEL | FRA Hn | GBR | GER | ITA    | ESP |          | 0    |